# ريسكيو (ميزوري)
ريسكيو (بالإنجليزية: Rescue)‏ هي إحدى المجتمعات الفردية (غير مصنفة) في ولاية ميزوري في الولايات المتحدة الأمريكية.